# هاري تشابلو
هنري تشابلو (6 مارس 1885- 1960)، المعروف أحيانًا باسم بيرت تشابلو، لاعب كرة قدم إنجليزيًا محترفًا، لعب بشكل خارجي في دوري كرة القدم لمانشستر سيتي.